# دايغو
دايغو (بالإنجليزية: Daegu)‏ (كوريا: [tɛɡu])، (대구،大邱، حرفيا التلة الكبيرة)، كانت تعرف سابقا باسم تايغو، وتعرف رسميا باسم "دايجو متروبوليتان سيتي"، هي مدينة في كوريا الجنوبية، ورابع أكبر مدينة بعد سيول و بوسان و انشيون، وتعد ثالث أكبر منطقة حضرية في كوريا. يبلغ عدد سكانها 2,492,994 نسمة وذلك حسب إحصائيات 31 أكتوبر , 2014. تبلغ مساحتها 884.10 كم².

## توأمة
لدايغو اتفاقيات توأمة مع كل من:
- هيروشيما
- سانت بطرسبرغ
- تايبيه
- تشنغدو (10 نوفمبر 2015 - )[24]
- بلوفديف (2002 - )[25]
- يانغتشو (2002 - )[26]

## أعلام
- باك تشو يونغ
- سونغ جاي جي
- بونغ جون هو
- باك غن هي
- روو تاي وو
- شوقا
- كيم تاي هيونغ

## وصلات خارجية
- الموقع الإلكتروني